# Stentjärnen (Alanäs socken, Jämtland, 713396-148335)
Stentjärnen är en sjö i Strömsunds kommun i Jämtland och ingår i Ångermanälvens huvudavrinningsområde.